# 自由インド太平洋連盟
一般社団法人自由インド太平洋連盟（じゆうインドたいへいようれんめい、英: Free Indo-Pacific Alliance Inc.）は、日本の東京都に本部を置く一般社団法人である。
チベット、ウイグル、南モンゴル、台湾、インド、日本の人権活動家によって構成された国際ネットワークであり、中華人民共和国を率いる中国共産党政権に対抗することを目的としている。

## 概要
2018年10月26日、日本の国会の中において、結成大会を開催した。会長はラビア・カーディル（世界ウイグル会議 前総裁）。ラビア・カーディルは「中国の支配下に置かれている諸民族、中国の覇権の脅威にさらされている中国の周辺の国々、そして中国の脅威を感じている全ての国や地域と団結して、私達の共通の敵である中国共産党を打倒しなければなりません」と話している。連盟は、役員と各国代表とによって構成されている。ベトナム代表は準備委員のまま名前が残っており、正式メンバーとしては登録されていない。また、準備委員会で香港代表として名前が登録されていた陳浩天（香港民族党 召集人）は、結成大会直前の2018年9月に香港政府より活動禁止命令を受けたために、連盟の正式発足には加わらなかった。また、同じく準備委員会段階でウイグル代表の一人として名前が登録されていたトゥール・ムハメット（日本ウイグル連盟 会長）は、結成大会のために来日するラビア・カーディルについて、「来日予定は無い」とSNSに投稿する等して妨害活動を行ったために「ラビア・カーディル日本代表」の役職を解任され、連盟の結成にも加わっていない。結成大会には、アメリカより来日した満州国亡命政府を名乗る活動家数名がオブザーバーとして参加し特別に挨拶を行なっているが、連盟との組織的関係は全くない。
2019年6月、チベット代表のテンジン・ツンドゥの詩集「独りの偵察隊」が邦訳出版された。
2019年6月28日と29日の2日間の日程で大阪市で開催された第14回20か国・地域首脳会合に習近平（中国共産党総書記・中国国家主席）が参加することにあわせて、大阪市内で6月28日に記者会見と街頭演説会、29日に屋内集会とデモ行進を行ったJ20実行委員会の呼びかけと運営の中心となった。J20実行委員会の顧問にラビア・カーディル（連盟  会長）、実行委員長にショブチョード・テムチルト（連盟 副会長）、事務局長に石井英俊（連盟 副会長）が就任しており、同実行委員会の中心であったことがわかる。デモの参加者は当事者発表で約1000名。集会では中国各地の少数民族の活動家（ラビア・カーディル、イリハム・マハムティ、ツェリン・ドルジェなど）及び中国本土の民主派（民主中国陣線の王戴など）や香港の民主派（香港民族党の陳浩天など）が登壇した。
2019年11月3日から5日、インドのダラムサラにおいて開催された第8回チベット支援団体国際会議に、連盟副会長の石井英俊と妻の石井陽子（ランダムヨーコ）、インド代表のビジェイ・クランティが連盟の名義で参加した。連盟副会長のラハギャリ・ナムギャル・ドルカはチベット亡命議会議員として参加し、連盟副会長のショブチョード・テムチルトと南モンゴル代表のオルホノド・ダイチンは南モンゴルクリルタイの名義で参加している。同会議は数年ごとに開催されて活動方針を定める重要な集まりで、この第8回会議には世界42か国から180人が参加している。
2021年2月4日、連盟副会長の石井英俊と南モンゴル代表のチメド・ジャルガル（南モンゴル クリルタイ 副会長）が日本外国特派員協会に招かれて記者会見を行なった。ちょうど1年後に当たる2022年2月4日に開会式が開かれる2022年北京オリンピックに対して、人権状況の改善がないままに開催されることに抗議する声明文を発表した。この記者会見が日本国内における北京オリンピックボイコット運動のスタートとなった。
産経新聞によると連盟副会長の石井英俊は「インド太平洋人権問題連絡協議会」の事務局長に就任している。同協議会は、日本の国会において、中国におけるチベット、ウイグル、南モンゴル、香港などへの人権弾圧を非難する国会決議を行なうことを求めて、2021年3月に日本国内在住の各民族の主要な13団体によって結成されたものである。同協議会は、2021年6月に「ミャンマー問題を非難する国会決議」の成立を歓迎すると共に、「中国における人権問題を非難する国会決議」の今国会における成立を求めた。2022年2月1日、「新疆ウイグル等における深刻な人権侵害に対する決議」が衆議院本会議において賛成多数で可決成立している。
2022年5月、チベット代表のテンジン・ツンドゥがヨーロッパ歴訪ツアーを行い、スイス、スウェーデン、ノルウェー、デンマーク、スペイン、チェコにおいて講演を行なった。
産経新聞によると、2022年6月4日、台湾代表の曾建元が主催して、国家安全維持法のために香港で開催することが出来なくなった天安門事件追悼集会を引き継いだ集会を台北市内において開催した。
2023年7月22日、副会長の石井英俊が、CPAC Fukuokaにおいて講演を行った。
2024年9月、副会長の石井英俊が初の著書となる『やがてロシアの崩壊がはじまる』を日本において出版した。
2024年10月18日、台湾の台北で開催された第12回ロシア後の自由な民族フォーラムにおいて、副会長の石井英俊と台湾代表の曾建元がスピーチをおこなった。

### 役員[14]
会長
- ラビア・カーディル（世界ウイグル会議 前総裁）

副会長
- ショブチョード・テムチルト（南モンゴルクリルタイ（世界南モンゴル会議）　会長）
- ラハギャリ・ナムギャル・ドルカ（英語版）（チベット亡命議会議員）
- 石井英俊（元 NPO法人夢・大アジア 理事長、希望の党の元公認候補(2017年衆議院選挙福岡1区)。）

主な各国代表
- テンジン・ツンドゥ（チベット：作家）
- タシ・ツェリン（チベット：チベット台湾人権ネットワーク 代表）
- ウミット・ハミット（ウイグル：ラビア・カーディル ヨーロッパ・台湾代表）
- メメティミン・イェラ（ウイグル：オーストラリア東トルキスタン協会 会長）
- チメド・ジャルガル（南モンゴル：南モンゴル クリルタイ 副会長）
- オルホノド・ダイチン（南モンゴル：南モンゴル クリルタイ 幹事長）
- 曾建元（台湾：華人民主書院）
- ビジャイ・クランティ（インド：ヒマラヤ・アジア研究センター）
- 佐藤誉司（日本：人権活動家）